# Saint-Aubin-Routot
Saint-Aubin-Routot là một xã thuộc tỉnh Seine-Maritime trong vùng Normandie miền bắc nước Pháp.

### Huy hiệu
| Arms of Saint-Aubin-Routot | The arms of Saint-Aubin-Routot are blazoned: Vert, a dove holding in its beak an olive branch argent, and on a chief Or, 3 roses gules. |

## Dân số
| 1962                                            | 1968 | 1975 | 1982 | 1990 | 1999 | 2006 |
| ----------------------------------------------- | ---- | ---- | ---- | ---- | ---- | ---- |
| 645                                             | 646  | 941  | 1015 | 1077 | 1118 | 1287 |
| Starting in 1962: Population without duplicates |      |      |      |      |      |      |